# Poirot – tretton vid bordet
Poirot – tretton vid bordet är en brittisk TV-film från 2000 i regi av Brian Farnham.

## Rollista (i urval)
- David Suchet – Hercule Poirot, detektiv
- Hugh Fraser – kapten Arthur Hastings, vän till Poirot
- Philip Jackson – Kommissarie Japp, utreder mordet tillsammans med Poirot
- Pauline Moran – Miss Lemon, sekreterare till Poirot (medverkar ej i boken)
- Helen Grace – Jane Wilkinson, gift med offret Edgware, men vill gifta om sig med hertigen av Merton
- John Castle – Lord Edgware, offret, miljonär som skulle skilt sig från Jane Wilkinson
- Fiona Allen – Carlotta Adams, aktris
- Dominic Guard – Bryan Martin, filmhjälte
- Fenella Woolgar – Ellis, Jane Wilkinsons jungfru
- Deborah Cornelius – Penny (i boken Jenny) Driver, modist och väninna till Carlotta
- Hannah Yelland – Geraldine Marsh, lord Edgwares dotter
- Tim Steed – Ronald Marsh, lord Edgwares brorson och arvtagare
- Lesley Nightingale – Miss Carroll, sekreterare till Edgware
- Christopher Guard – Alton, nyanställd betjänt hos Edgware
- Iain Fraser – Donald Ross, författare